# Katedra Świętego Mikołaja w Lublanie

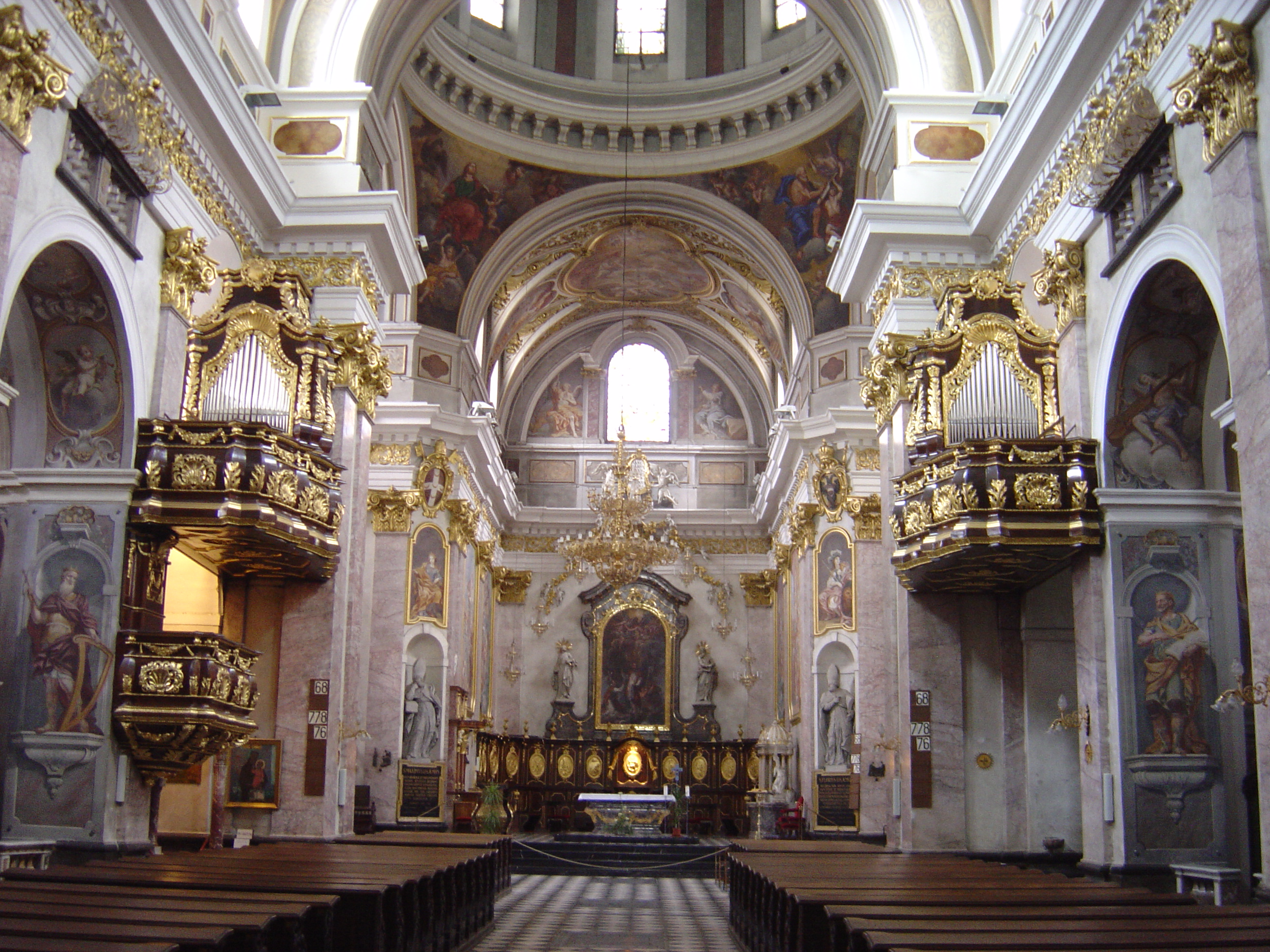
Wnętrze katedry

Katedra Świętego Mikołaja (słoweń. Stolnica svetega Nikolaja v Ljubljani, stolna in župnijska cerkev sv. Miklavža) – katedra rzymskokatolicka w Lublanie, stolicy Słowenii. 

## Historia
W 1262, w miejscu obecnej katedry, stała romańska bazylika, trójnawowa, z trzema apsydami. W 2. połowie XIV wieku została ona rozbudowana w stylu gotyckim. Wówczas kościół otrzymał wydłużone prezbiterium oraz wieżę w fasadzie. Kolejna znacząca przebudowa miała miejsce po ustanowieniu diecezji w Lublanie (1461), wówczas m.in. podwyższono ściany, wykonano gotyckie sklepienia i nowy dach. W latach 1476–1484 nad głównym wejściem zbudowano tzw. kościół górny, połączony z siedzibą diecezji korytarzem prowadzącym przez dzwonnicę. Empora z kościołem górnym wsparta była na czterech kolumnach nawy głównego kościoła. Kościół główny (dolny) posiadał wówczas oprócz ołtarza głównego św. Mikołaja, dziesięć ołtarzy bocznych.  
Stan techniczny kościoła w XVII wieku był bardzo zły. Dlatego, z inicjatywy biskupa Jožefa Rabatta, wykonano projekt nowej barokowej katedry, jednakże z powodu braku środków wybudowano jedynie nowe prezbiterium (1674–1675).  
Kolejne prace zainicjował wikariusz generalny diecezji lublańskiej Janez Anton Dolničar. W latach 1701–1706 zburzono starą część kościoła i wybudowano nowy wzorowany na rzymskim kościele Il Gesu. Budowę zaplanował mediolański architekt kapucynów Florentiano, po jego śmierci projekt dokończył rzymski architekt Andrea Pozzo. Z powodu braku środków nie wykonano kopuły na skrzyżowaniu naw. Miejsce to nakryto drewnianą ramą, którą od strony wnętrza pokryto malarstwem iluzjonistycznym. 
W latach 1705–1706 do fasady zaprojektowanej przez Andrea Pozzo dostawiono dwie wieże według projektu malarza Giulio Quaglio, ich forma wzorowana była na wieżach katedry w Salzburgu. 
Katedra została poświęcona 8 maja 1707.
W 1841 wybudowano kopułę na skrzyżowaniu naw.
W 1859 z inicjatywy proboszcza Jožefa Zupana całkowicie odnowiono wnętrze kościoła. Malowidła zostały oczyszczone, a ściany wyłożono sztucznymi marmurami: czerwonym oraz białym na wzór marmurów z Carrary. Prace wykonali bracia Torazzo z Triestu. Kapitele pilastrów i sztukaterie pokrył złoceniami mistrz z Lublany Götzl. 

## Architektura i wyposażenie

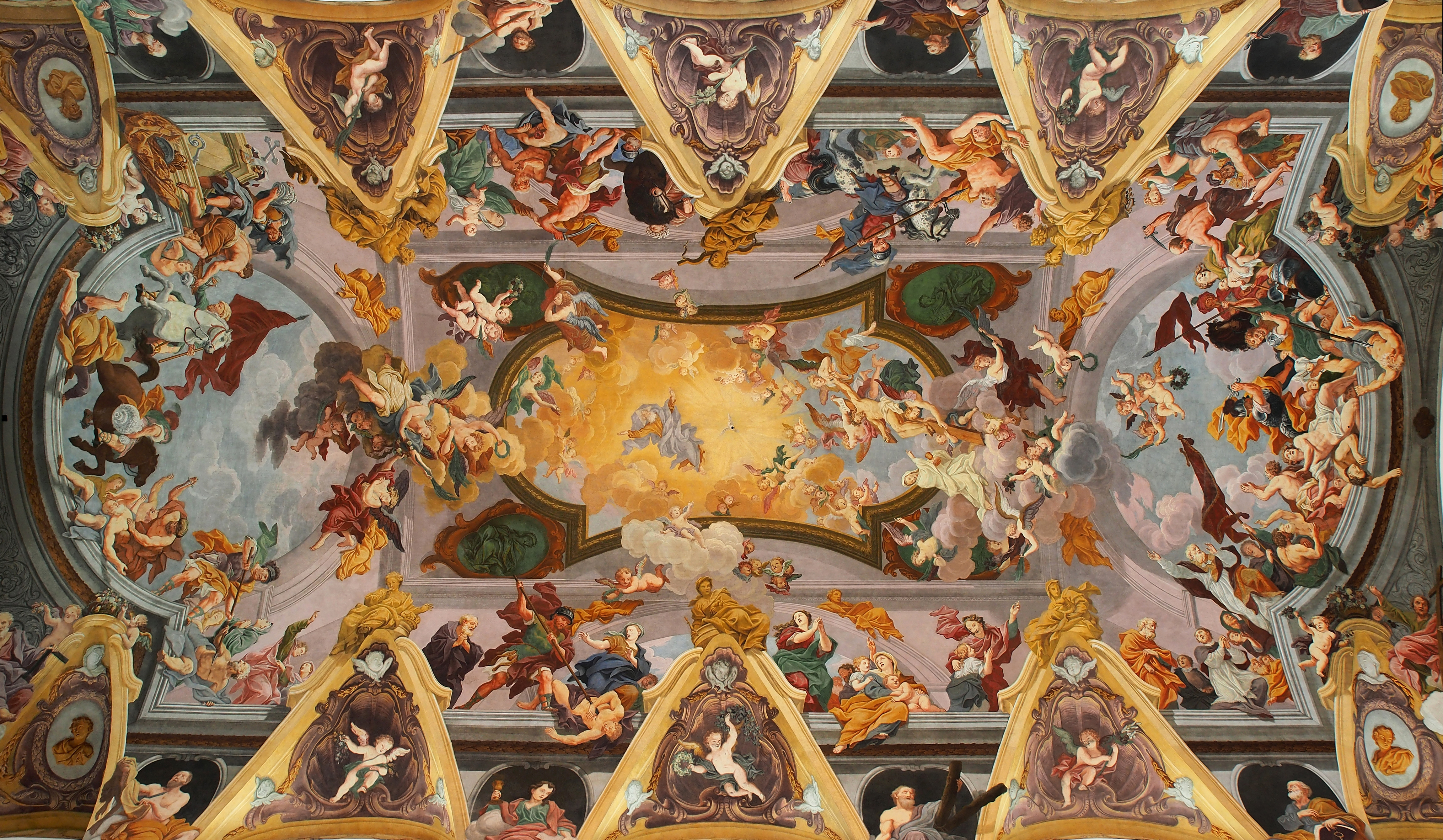
Polichromie na sklepieniu nawy

Obecna barokowa świątynia pochodzi z początku XVIII wieku.  
Portal główny pochodzi z 1706, wykonał go kamieniarz Francesco Bombasi. 
Wnętrze kościoła (transept i prezbiterium) w 1703 ozdobił polichromiami Giulio Quaglio. On też namalował na skrzyżowaniu naw pozorną kopułę, a do 1706 pokrył malowidłami całe wnętrze nawy. W 1841 wybudowano kopułę, której wnętrze w latach (1843-1844 ozdobił malowidłami Matevž Langus. 
Wśród barokowego wyposażenia kościoła wyróżnia się ołtarz główny oraz stalle kanonickie, dzieło Francesca Robby.  
Na pamiątkę wizyty Jana Pawła II w Słowenii (16–19 maja 1996) w katedrze ufundowano dwoje drzwi z brązu. Koncepcję drzwi (głównych przedstawiających 1250 lat chrześcijaństwa w Słowenii i bocznych obrazujących historię diecezji w Lublanie) opracował Franci Petrič, zrealizowali ją rzeźbiarze Tone Demšar (drzwi główne) oraz Mirsad Begić i Borut Kamšek (drzwi boczne).  